# Rutki (województwo warmińsko-mazurskie)
Rutki (język niemiecki Klein Ruttken, w latach 1938–1945 Kleinruten) – wieś w Polsce położona w województwie warmińsko-mazurskim, w powiecie szczycieńskim, w gminie Pasym. 
W latach 1975–1998 miejscowość położona była w województwie olsztyńskim.

## Historia
Wieś założona w ramach osadnictwa średniowiecznego. Na 8 włókach w Dybowie w połowie XVII w. założono folwark książęcy, w którym szarwark odrabiali chłopi z Dybowa, Tylkowa i Rutek. Z dawnej wsi do dziś zachowało się jedynie kilka siedlisk w rozproszonej zabudowie oraz dawna szkoła (obecnie ośrodek kolonijny).